# Mildred Gillars
 (juillet 2019).
Si vous disposez d'ouvrages ou d'articles de référence ou si vous connaissez des sites web de qualité traitant du thème abordé ici, merci de compléter l'article en donnant les références utiles à sa vérifiabilité et en les liant à la section « Notes et références ».
Mildred Gillars (29 novembre 1900-25 juin 1988) est une Américaine originaire de Portland dont la carrière d'actrice a tourné court et qui s'installe en Allemagne dans les années 1930. Devenue présentatrice à Radio Berlin en 1940, elle anime jusqu'au 6 mai 1945 une émission à destination des populations et troupes anglo-saxonnes et destinée à leur saper le moral en évoquant par exemple l'infidélité fréquente des épouses et fiancées de soldats. Ce qui lui vaut d'être surnommée Axis Sally. Outre de la musique américaine ou anglaise, son émission, Home Sweet Home, diffuse un discours antisémite et hostile au président Roosevelt. Capturée à la fin de la guerre, elle est jugée en 1949 pour trahison et condamnée à une peine de prison de 10 ans minimum et pouvant aller jusqu'à 30 ans. Elle est libérée sur parole en 1961 et s'installe dans une institution catholique de Colombus (Ohio), où elle enseigne l'anglais et l'allemand.

## Dans la fiction
Le film américain American Traitor: The Trial of Axis Sally (2021) lui est consacré.